# Bandage de la poitrine
 (janvier 2017).
Si vous disposez d'ouvrages ou d'articles de référence ou si vous connaissez des sites web de qualité traitant du thème abordé ici, merci de compléter l'article en donnant les références utiles à sa vérifiabilité et en les liant à la section « Notes et références ».

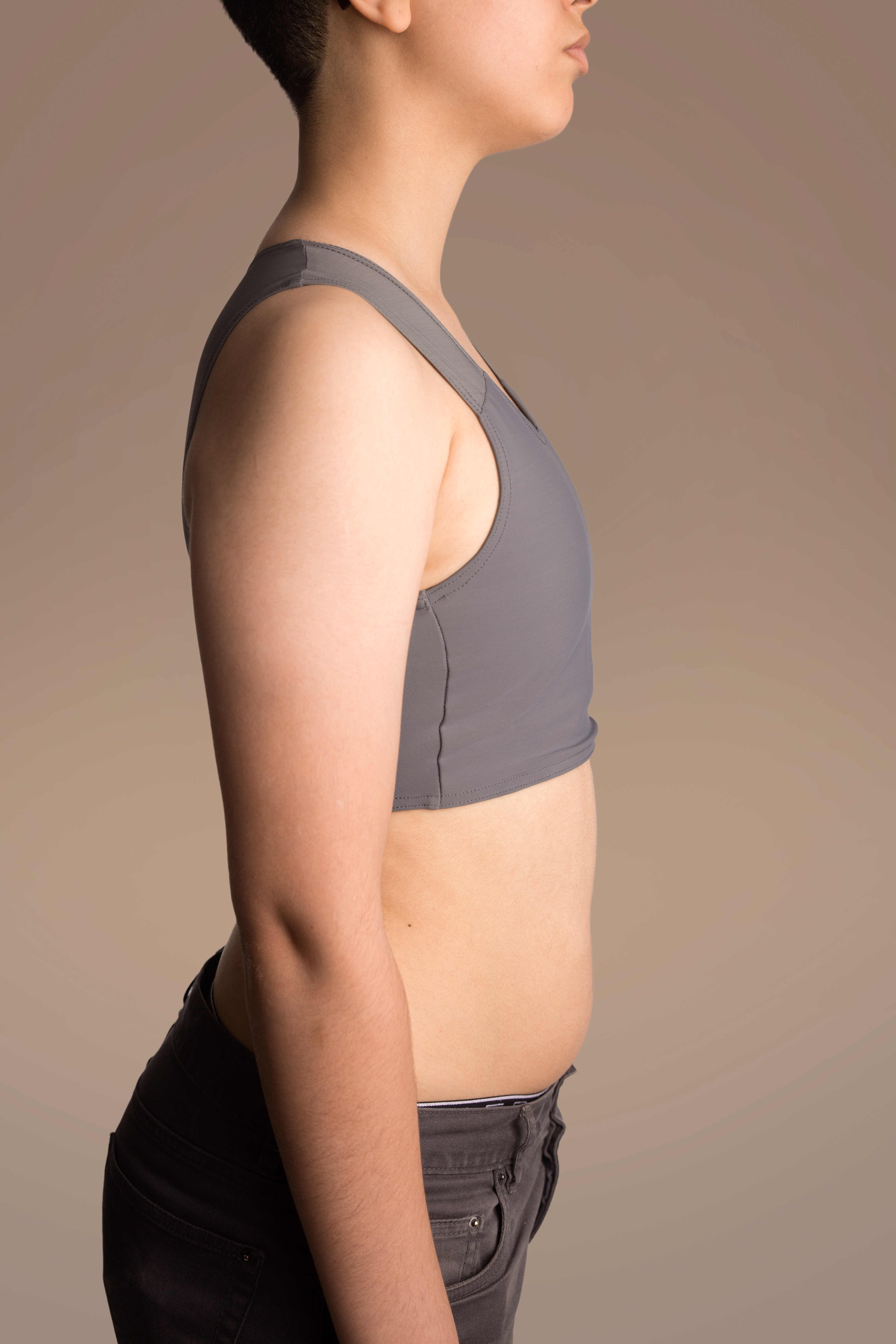
Homme trans portant un binder.

Le bandage de la poitrine est le fait d'appliquer sur les seins des matériaux confinants tels que des bandes de tissu, des bandages élastiques ou non élastiques ou d'obtenir le même effet en portant des sous-vêtements (souvent à base d'élasthanne ou d'autres fibres synthétiques) ou une superposition de t-shirts, de serrés à amples. Se bander la poitrine est fréquent chez les hommes trans, même si les personnes androgynes ou de genre fluide peuvent également le faire, ainsi que les travestis et les artistes. Certaines femmes peuvent utiliser des binders comme alternative aux soutiens-gorge.
Le bandage de la poitrine par l'utilisation de tissus peut entraîner des dommages corporels, tels que la déformation permanente de la poitrine.

## Histoire
Dans les années 1920, les garçonnes attachaient leur poitrine pour avoir un look moins traditionnel. En outre, de nombreuses religieuses catholiques, jusqu'aux années 1930, étaient tenues de porter un linge pour bander leur poitrine sous leurs vêtements, en plus de leurs vêtements de tous les jours. Cette mesure avait été imaginée pour éviter tout risque de distraction que la poitrine des nonnes pouvait causer. Dans de nombreux magasins spécialisés ecclésiastiques, il est toujours possible d'acheter des linges pour se bander la poitrine[réf. nécessaire].

## Motivation
Il y a de nombreuses raisons pour lesquelles les gens se bandent les seins :
- Accélérer la récupération, en réduisant le mouvement, après une blessure ou une chirurgie
- Se déguiser, se travestir, ou porter un costume
- Dissimuler ses seins ou leur développement
- Pour la beauté et l'esthétique
- Être plus en accord avec un tempérament
- Avoir une apparence moins féminine
- Éviter la dysphorie de genre[2] (qui peut être présente chez de nombreuses identités de genre)
- Pour avoir une apparence plus athlétique
- Pour arrêter la lactation[3]

Certaines adolescentes se bandent les seins au moment de leur entrée dans la puberté. Cela se fait habituellement en raison de la pudeur (elles ne veulent pas que les autres les voient), de l'embarras (elles ne veulent pas que les autres sachent qu'elles ont commencé à en développer), ou le désir d'être ce qu'elles étaient auparavant (elles ne veulent pas encore avoir de seins). Cela comporte des risques potentiels, comme des déformations permanentes[réf. nécessaire]. Le bandage des seins chez les adolescentes peut être un symptôme de dysmorphophobie.

Les hommes peuvent aussi vouloir se bander la poitrine en cas de gynécomastie, pour contrôler l'apparence, au lieu de subir une chirurgie, ou pendant l'attente de celle-ci. Certains hommes trans, ou des personnes dont l'identité de genre n'est pas binaire, ainsi que certaines femmes ayant développé une imposante poitrine lors d'une hormonosubstitution, ou d'une chirurgie d'augmentation mammaire, peuvent vouloir se bander les seins. Les hommes trans et les personnes avec d'autres identités de genre (généralement se présentant de genre masculin) peuvent se bander la poitrine comme alternative, ou lors de l'attente d'une « chirurgie mammaire » (« chirurgie du haut » ou encore « chirurgie du torse », voir mastectomie) afin d'être identifié en tant qu'homme.

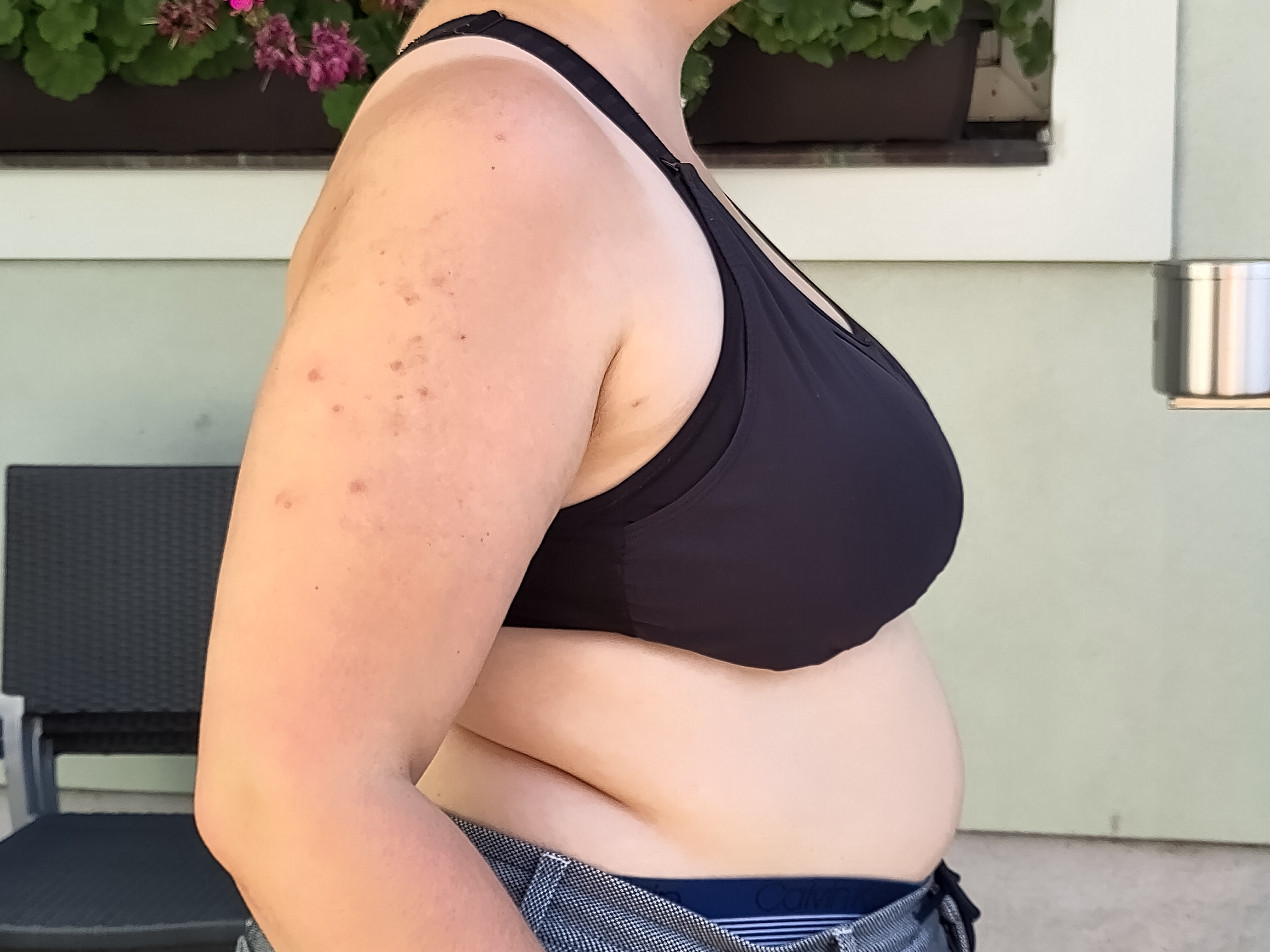
Une personne portant une brassière de sport.
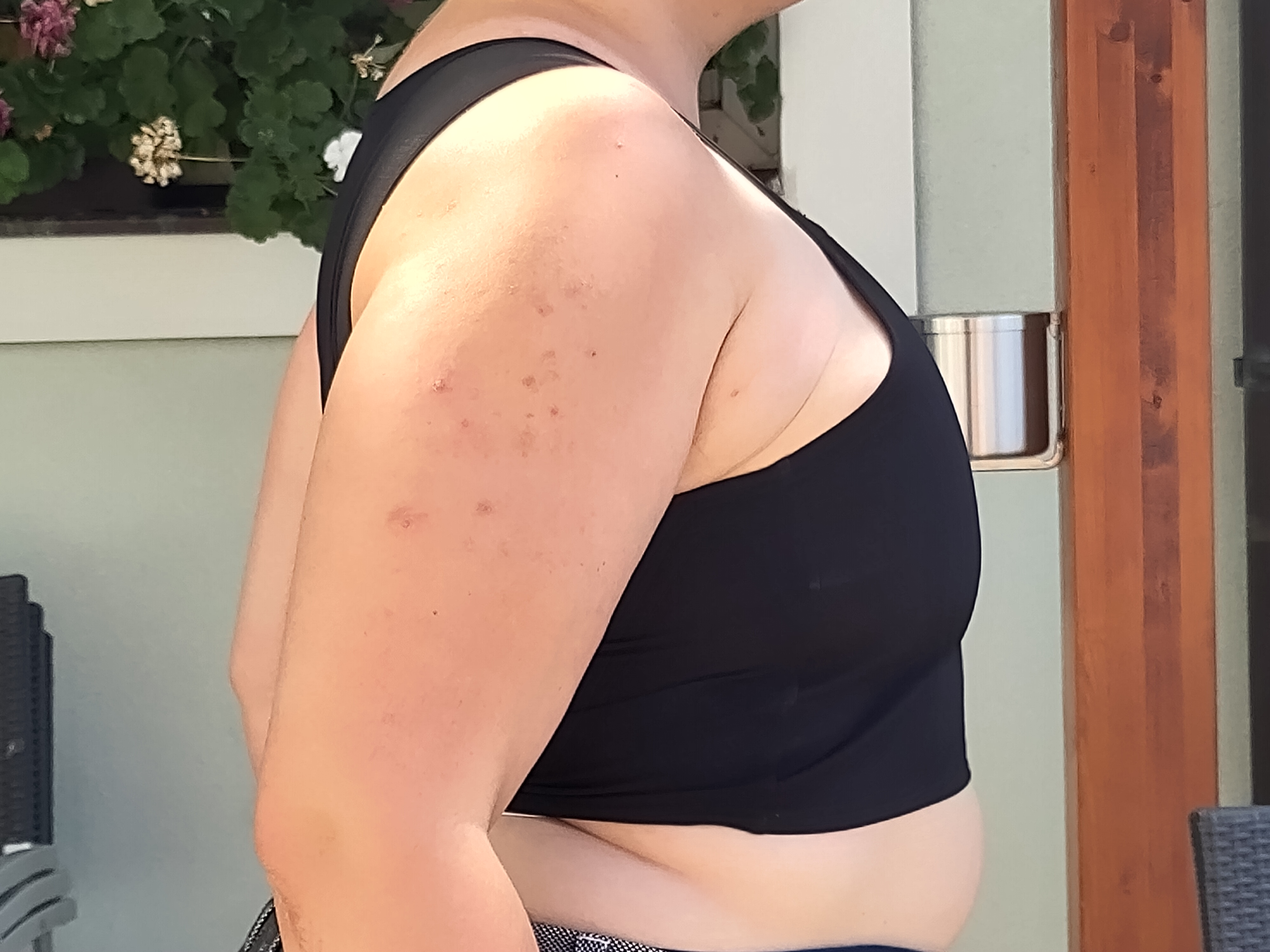
La même personne portant un binder.
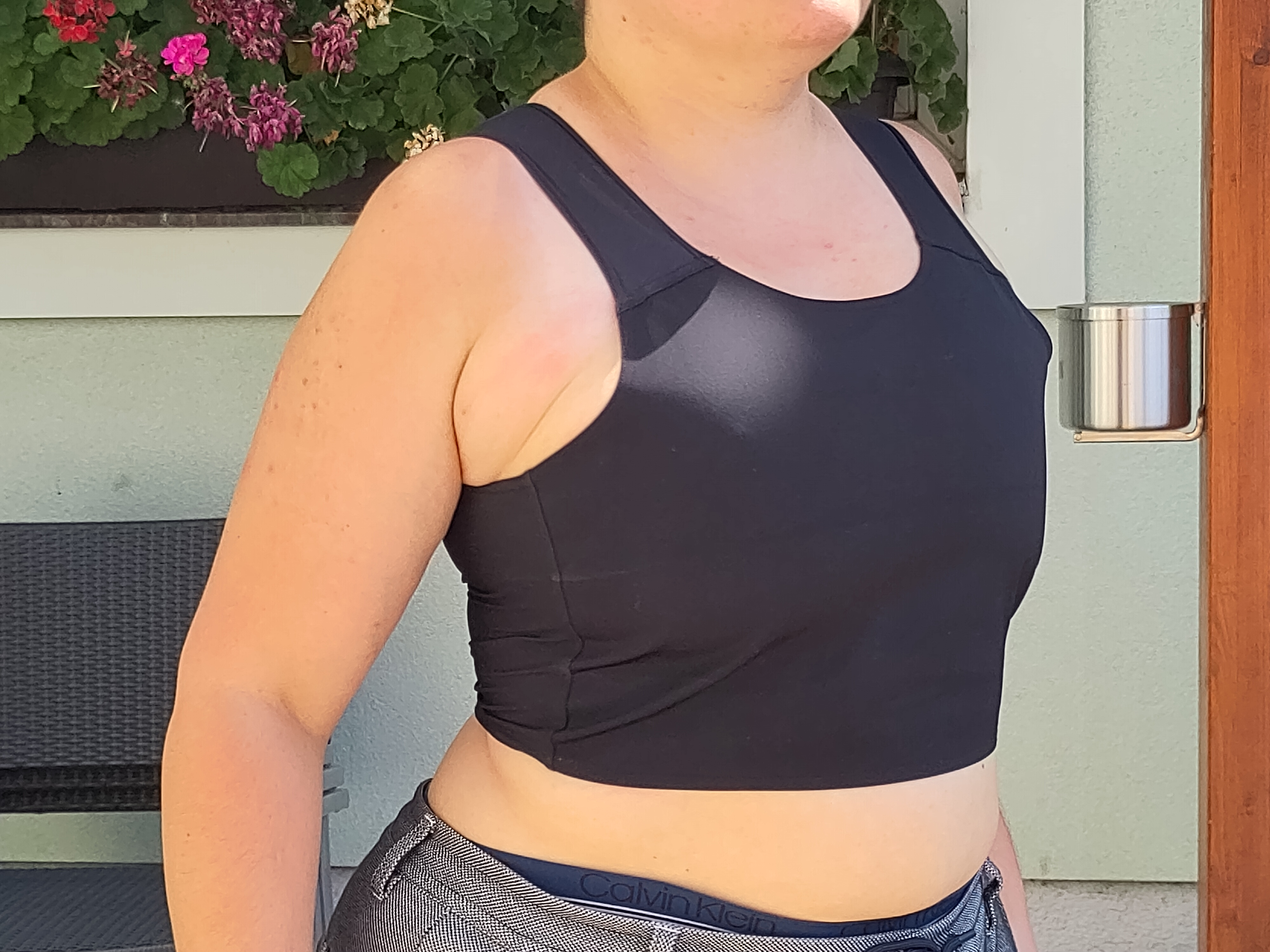
La même personne sous un angle différent.

## Méthodes
Il y a de nombreuses méthodes différentes de bandage, et la moins coûteuse consiste à porter un soutien-gorge de sport, ou un maillot pour le haut, de petite taille, sous des vêtements normaux. Deux soutiens-gorge de sport peuvent aussi être portés l'un sur l'autre. Des soutiens-gorge de sport ou de compression peuvent également être utilisés en comprimant fortement la poitrine.
Un moyen moins fréquent de bandage se fait en utilisant un soutien-gorge spécial, cependant, ils peuvent être plus coûteux et ils ne sont pas toujours disponibles à l'achat. Il existe des lieux ou des magasins en ligne pour acheter des binders qui sont une bien meilleure alternative aux méthodes plus dangereuses.
Certaines personnes tentent de se bander à l'aide d'un bandage élastique ou d'un ruban adhésif, cependant, ces méthodes sont dangereuses et peuvent causer des fissures sur les côtés, des problèmes de respiration, et même mener à la suffocation si elles sont utilisées en dormant.
Cependant, l'utilisation excessive de toutes les méthodes de bandage peut conduire à des maux de dos et à des troubles de la respiration. Un binder, ou une méthode de bandage, devrait toujours être aussi lâche que possible, et ne devrait pas être porté plus de huit heures d'affilée.

## Complications
Porter un binder pendant longtemps peut provoquer des éruptions cutanées ou des candidoses sous les seins,. Les binders non « safe » (non sûrs, dangereux) peuvent provoquer la déformation permanente des seins, des cicatrices, la constriction des poumons, et à long terme, ils peuvent nuire à une future mastectomie.